# 중흥고등학교
중흥고등학교(中興高等學校)는 대한민국 경기도 부천시 원미구 중동에 있는 공립 고등학교이다.

## 학교 연혁
- 1994년 2월 28일 : 중흥고등학교 36학급 설립 인가
- 1994년 3월 1일 : 중흥고등학교 개교
- 1994년 3월 1일 : 초대 김원규 교장 취임, 6학급 편성
- 1994년 3월 4일 : 제1회 입학식(309명)
- 1997년 2월 14일 : 제1회 졸업식(293명)
- 2005년 3월 1일 : 50학급 편성
- 2023년 3월 1일 : 제10대 윤완배 교장 취임
- 2024년 1월 9일 : 제28회 졸업식(194명) 총 졸업생 수 13,770명
- 2024년 3월 4일 : 제31회 입학식(225명)

## 참고 자료
- 중흥고등학교 - 한국교육학술정보원 학교알리미